# 古白俄罗斯语
古白俄罗斯语是属于东斯拉夫语支，在14-17世纪被使用和书写，最迟到19世纪都有人仍在使用。它曾被立陶宛的大公爵、波兰和立陶宛立邦的东斯拉维亚地区使用，莫斯科的大公爵可能也有使用此语言。
现代白俄罗斯语言是在此基础上重建的，旧白俄罗斯语白话发言遗留下来的。